# Strafeinheit
Strafeinheit ist ein Oberbegriff für Militäreinheiten, in denen Männer Militärdienst bzw. Kriegsdienst leisten, die zuvor zu einer Strafe verurteilt wurden.

## Einsatz
Meist waren sie von einem Gericht (Militärgericht oder Zivilgericht) zu dieser verurteilt worden. Bekannte Begriffe für solche Einheiten sind Strafkompanie und Strafbataillon. Manchmal wurden sie vor die Wahl „Frontbewährung oder Gefängnis“ gestellt. Mitunter wurden auch Todesurteile in einen Strafeinheits-Dienst abgemildert. Nicht selten wurden solche Menschen lange in vorderster Front im Zuge eines sogenannten Himmelfahrtskommandos eingesetzt.
Während des Zweiten Weltkrieges wurden in der Wehrmacht wie auch bei der Waffen-SS sogenannte Bewährungsbataillone gebildet, in denen vormals „wehrunwürdige“ Zivilisten oder verurteilte Soldaten eingewiesen wurden. Im sowjetisch-afghanischen Krieg setzte die Sowjetarmee ein Sonderkommando Afghanistanpioniere ein, zu dem Soldaten gezogen wurden, die vorab straffällig geworden waren. In der französischen Fremdenlegion gab es ein Strafbataillon, in dem von der Legion desertierte Soldaten dienten.

## Beispiele
- Strafdivision 999, 36. Waffen-Grenadier-Division der SS und Bewährungsbataillone im Dritten Reich
- Schtrafbat in der Sowjetunion
- Sturm Z und Sturm V in Russland

Ähnliche Einheiten gab es im 20. Jahrhundert auch in Frankreich (Compagnie disciplinaire en Extrême-Orient in der Fremdenlegion) und in Italien.